# Papak
Papak (latinski: ungulae bisulcae) rožnata je tvorba na završetcima prstiju parnoprstaša (goveda, ovaca, koza, svinja). Papci su zaštitni i osjetni organi (latinski: organon digitale). Po građi su jednaki kopitu kod konja. Bolesti tkiva papaka mogu biti uzrokovane mehaničkome povrjedom ili su posljedica upalnih procesa.